# ニューカレドニア

ニューカレドニア
Nouvelle-Calédonie

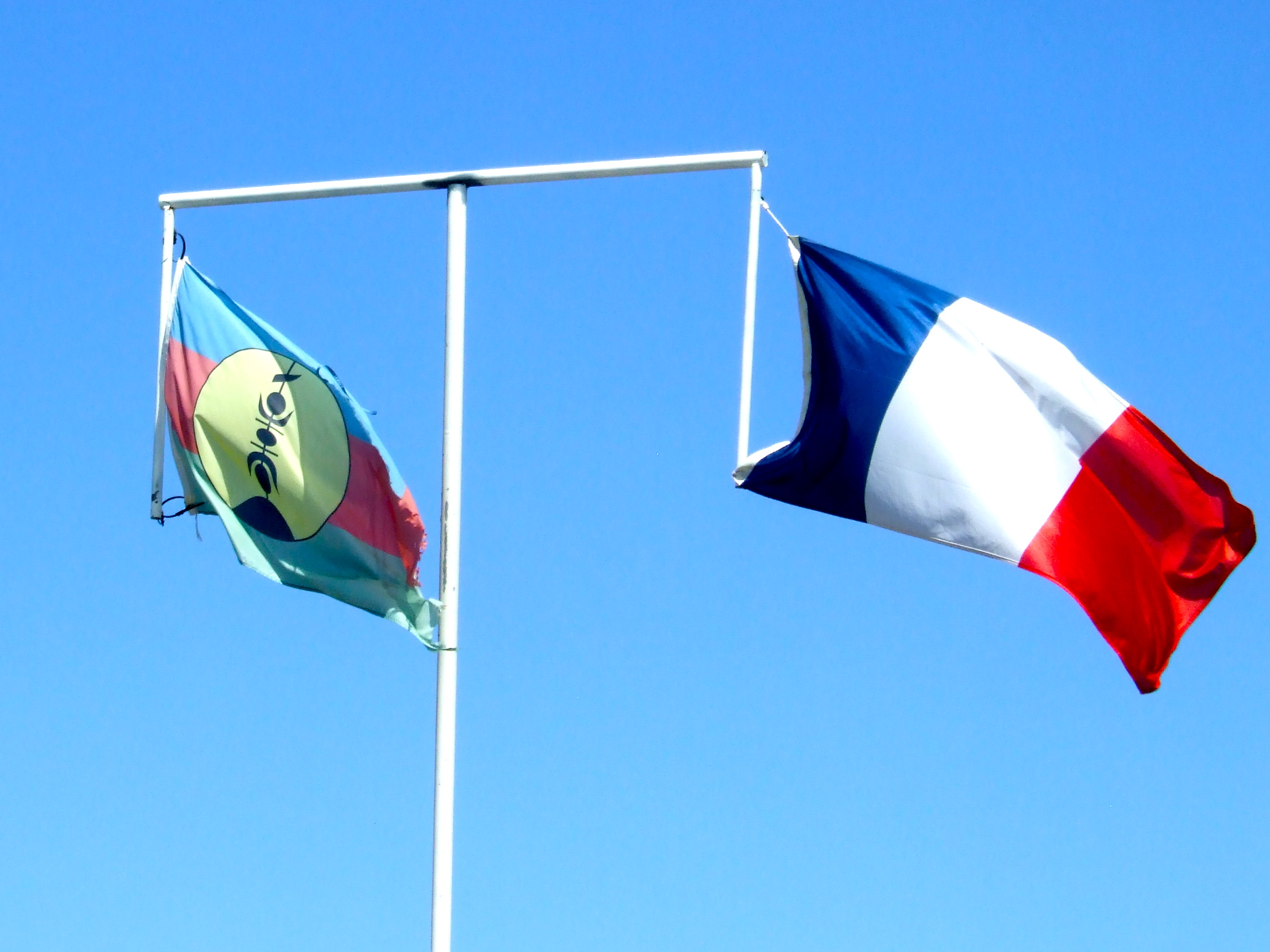
掲げられたフランス国旗とFLNKSの旗
2010年より両方とも公式旗となった

ニューカレドニア（英語: New Caledonia、フランス語: Nouvelle-Calédonie）は、ニューカレドニア島（フランス語でグランドテール Grande Terre、「本土」と呼ばれる）およびロイヤルティ諸島（ロワイヨテ諸島）からなるフランスの海外領土（collectivité sui generis、特別共同体）である。ニッケルを産出する鉱業の島である一方、リゾート地でもある。ニューカレドニアの珊瑚礁は世界遺産に登録されている。

## 概要

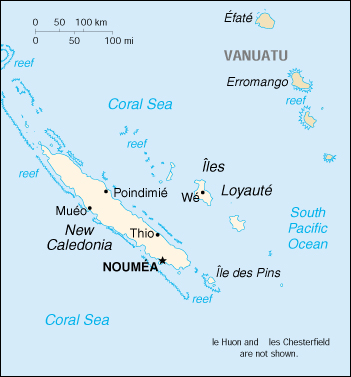
ニューカレドニア地図

オーストラリア東方の島で、南太平洋のメラネシア地域にあり、面積は1万8575.5平方キロメートル（四国ほどの大きさ）である。フランス語ではヌーヴェルカレドニー（Nouvelle-Calédonie）と呼び、ニューカレドニアは英語読み（英語: New Caledonia）から来ている（Caledoniaはスコットランドのラテン語名であり、新しいスコットランドの意。同義のノヴァ・スコシアとは無関係）。先住民カナックの言葉ではカナキー（Kanaky）とも呼ばれる。
人口は、2016年の調査では27万5355人。政庁所在地で人口最大の都市はヌーメア（2014年の人口は9万9926人）。インターネットの国別コードトップレベルドメインは「.nc」。通貨はウォリス・フツナ、フランス領ポリネシアと共にCFPフランを使用している。主都ヌーメアは、太平洋地域の地域協力機構、太平洋共同体の本部所在地である。
1985年以降、カナックによる激しい独立運動が行われ、一時は暴動や内戦に近い状態を呈していた。1986年、国連非植民地化委員会（United Nations Committee on Decolonization）は、ニューカレドニアを国連非自治地域リストに掲載した。
1998年、フランス政府と独立派組織のFLNKS、カレドニア共和国運動と締結されたヌーメア協定に基づき、2018年11月4日、2020年10月4日、そして2021年12月12日に独立を問う住民投票が実施されたが、いずれも独立反対が過半数を占め、独立は否決された。しかし2025年7月にはフランス政府と独立賛成派・反対派がニューカレドニアをフランス国内の国家と位置づけ、一定の主権を移譲することで合意している（詳細は後述）。

## 地名
「カレドニア」とは、今日のスコットランドにあたる地域を指すラテン語名である。一方、カナキー (Kanaky) という名もフランス語、英語、現地の先住民であるカナックの言葉では一般的に使われており、メラネシア民族主義者の間では「ヌーヴェルカレドニー」より「カナキー」のほうが好まれる。
カナキーという名は、ポリネシア語で「人間」を意味し、ポリネシア人の自称として使われる「カナカ (kanaka)」から来ている。
カナカという語は後に、フランス人がポリネシア・メラネシアを含めた全ての太平洋先住民を指して使う言葉になった。一方、フランス語化したカナク (Canaque) は侮蔑語として使われていた。
1960年代から1970年代にかけ、ニューカレドニアのメラネシア系先住民が政党を結成し独立への訴えを開始したとき、侮蔑語だったカナクはメラネシア人の政治的解放と民族の誇りのシンボル的な言葉となった。1983年、政治的混乱がニューカレドニアを襲った時期、カナク (KANAK) とカナキーは政治的な標語となり、カナクという語が政治的主張の強い言葉へと変わったことが広く認識されるようになった。

## 歴史
1774年にジェームズ・クックによって「発見」され、1853年にフランス領となっている。当初は流刑植民地だったが、19世紀後半のニッケル発見後は鉱業の島となった。20世紀後半には独立闘争で島が揺れ、1998年のヌーメア協定で将来に関する合意がなされた。

### 先住民族
西太平洋に人が住み始めたのは5万年前であった。その後パプア諸語の民族がメラネシアに拡散した。他にも、ラピタ人 (Lapita) がメラネシアの島々に移り住んでいる。紀元前1500年、ラピタ人たちは現在のニューカレドニアおよびロイヤルティ諸島に到達し、高度な航海術や農業、土器作りは太平洋の広い範囲に影響を及ぼした。その土器などの痕跡は今もニューカレドニアに残るほか、彼らの前に住んでいた民族による1万年前のペトログリフ（岩刻）も残っている。
その後、オーストロネシア語族が台湾などを起点にオセアニアに進出している。11世紀ごろ、オーストロネシア語族のポリネシア人がニューカレドニアに到達し、パプア系などの先住民族と混血した。
ニューカレドニアのメラネシア人は、27のメラネシア系言語とウォリス・フツナ人よりもたらされたポリネシア系言語、合わせて28の言語を有している。その共同体社会は、クラン（clan、氏族）を基本単位にして細分化している。実際の居住は、いくつかのクランが集まり集団 (tribu) を構成している。これらの集団において首長権限に違いが出ている。たとえば首島のグランド・テール (Grande Terre) では首長権限は緩やかだが、グランドテール離島、ウベア、リフー、マレなどのロイヤルティ諸島では、首長支配が強い。

### ヨーロッパ人到達
ヨーロッパ人のニューカレドニアおよびロイヤルティ諸島到達は18世紀後半のことだった。イギリスの探検家ジェームズ・クック（キャプテン・クック）が1774年、海上からニューカレドニア本島（グランドテール島）を「発見」し、山の多いスコットランド（カレドニア）を思わせる眺めからニューカレドニアと名づけた。同じ航海で、彼はニューカレドニア北方の島にニューヘブリデス諸島（現在のバヌアツ）と名づけている。

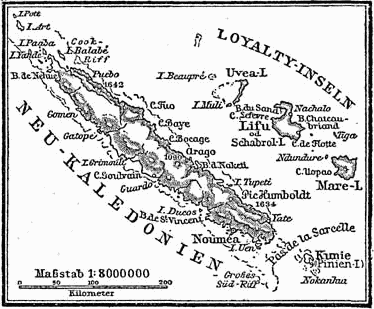
ニューカレドニアの地図、1888年

イギリスとアメリカ合衆国の捕鯨業者および白檀（サンダルウッド）貿易商がニューカレドニアに関心を示すようになり、ヨーロッパ人と先住民との間に緊張が高まった。ヨーロッパ人の先住民への接触も次第に無知に付け込んだ不正直なものとなり、高慢な態度と詐欺が横行するようになった。英米人はアルコールや煙草など依存症の高い物品を物々交換の品物に混ぜ、先住民を中毒にした。またヨーロッパ人との接触で天然痘、インフルエンザなどさまざまな疫病が先住民の間に蔓延したことにより多くの人々が亡くなった。そして緊張は敵意に変わり、1849年にはカッター号の船員がポウマ族 (Pouma) に殺され、食べられる事件が起きた。
白檀貿易が衰退すると、新たな商売が誕生した。ニューカレドニア、ロイヤルティ諸島、バヌアツ、パプアニューギニア、ソロモン諸島などで先住民を捕らえ、フィジーやクイーンズランドのサトウキビプランテーションで奴隷労働をさせる「ブラックバーディング」である。こうした奴隷貿易で島々の社会や文化は荒廃したが、20世紀初頭まで終わることはなかった。
カトリックやプロテスタントの宣教師がやってきたのは19世紀である。彼らが先住民の文化に与えた効果は重大なものがあった。宣教師は人々に服を着て肌を隠すように言い張り、多くの風習や伝統を根絶やしにしてしまった。

### フランス領有
ニューカレドニアは1853年9月24日、イギリスのオーストラリア・ニュージーランド領有に対抗しようとしたナポレオン3世の派遣した提督オーギュスト・フェヴリエ＝デポワント (Auguste Febvrier-Despointes) によってフランス領と宣言された。同年9月29日、パン島も領有宣言した。1864年には、ロイヤルティ諸島もフランス植民地として組み込んだ。
イギリスのオーストラリア植民の例に倣い、1854年から1922年までの間、有罪を宣告された重罪犯およそ2万2000人が、流刑地とされたニューカレドニア島南西岸地域に送り込まれた。この中には通常の凶悪犯もいれば、パリ・コミューンの共産主義者、アルジェリア北部のカビリアで逮捕されたカビル人民族主義者ら政治犯も数多くいた。
ニッケル鉱山の発見により流刑植民地の時代が終わり、鉱山労働者の需要が増え、ヨーロッパからの自由意志での移住者（前科者なども含む）や日本人などアジア人契約労働者が多くなった。また鉱山で強制労働をさせられる人数も激増した。同時期、先住のカナク人の人口は疫病や、彼らの生計・移動の自由・土地所有を厳重に制限するアパルトヘイトに似た先住民に対する法制 (“Code de l'Indigénat”) によって激減していった。
日本からニューカレドニアへの契約移民は1892年から1919年まで続き、約5700名の日本人男性がニューカレドニアに移住した。元来は独身男性に限る出稼ぎであったが現地女性と所帯を持って定住する日本人が少なからず現れるようになり、1940年には首都ヌメアに日本帝国領事館が開設された。但し、大東亜戦争（太平洋戦争）勃発に伴い当時ニューカレドニアに約1200名ほどいた日系人は敵性外国人として弾圧の対象となって、ヌメアの帝国領事館も設立から僅か2年足らずで閉鎖された。

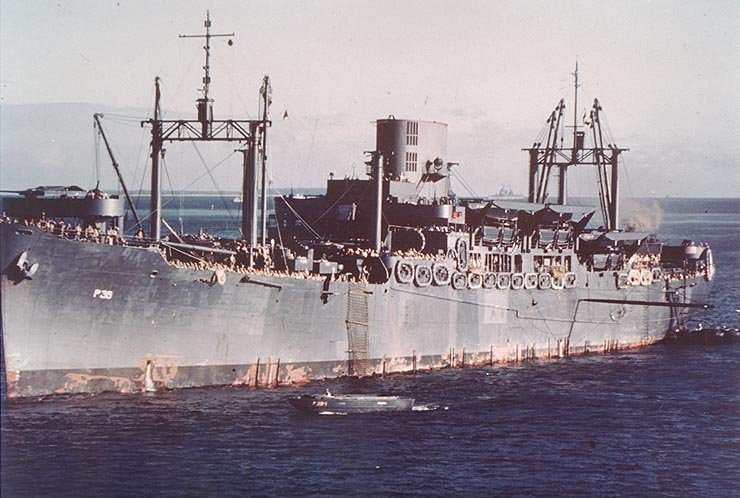
ガダルカナルへ出撃する米海軍プレジデント・アダムズ号、ニューカレドニアは太平洋戦線でのアメリカ軍の拠点だった

第二次世界大戦では、ニューカレドニアは自由フランス側に付いたため、太平洋戦線でのアメリカ軍の拠点となった。島にはフランスと違うアメリカの文化や物資が豊富に流入した。この出来事は、フランス人支配下であえいでいた現地人には肯定的に受けとめられている。一方、日本人労働者や日系人は「敵性外国人」としてオーストラリアなどへ強制移送されたり、戦中の交換船により日本へ帰国した者や敗戦まで捕虜として収容されたりした。

### 独立闘争

カナックの旗。将来独立した場合、カナキー国旗となる

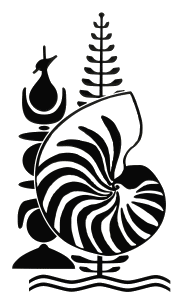
ニューカレドニアの紋章

メラネシア人の政治参加は、初めはヨーロッパ人の共産党やキリスト教組織が主導していたが、1953年、「2つのカラー（肌の色）に1つの国民」を合言葉としてユニオン・カレドニエン（UC、社会主義政党）が結成された。
脱植民地化運動は1960年代末から始まっており、「カナック・アイデンティティの回復要求」として具体化されている。それは、先住民としての権利回復要求の政治的声明でもある。
先住民は1960年代以降政党を組んで権利主張と独立運動、先住民文化復興活動などを始め、ニューカレドニアは1986年以来、一度は1947年に外された国連非自治地域リストに再度掲載されている。このリストには近隣の島国であるアメリカ領サモア、ニュージーランド領トケラウなどが含まれている。
1985年、先住民文化復興活動の先頭に立っていたジャン＝マリ・チバウ率いるカナック社会主義民族解放戦線（fr:Front de libération nationale kanak et socialiste、FLNKS）は独立への扇動を行った。ジャン＝マリー・チバウらは独立国家「カナキー」の樹立を主張した。FLNKS指導者の暗殺に端を発してカナックによる暴動が始まり拡大し、ニューカレドニア全土に非常事態宣言が出される事態となった。特に1988年4月22日、独立過激派が27人のフランス国家憲兵隊員と1人の裁判官を人質にとってロイヤルティ諸島ウベア島の洞窟に監禁し、4人を殺害した事件が最大の危機となった。この事件は5月、海軍特殊部隊、GIGN、EPIGNなどによる突入で過激派を殺害することで解決したが、特殊部隊側にも犠牲者が出た。なお、GIGNの隊長が1990年に発表した手記によれば、制圧後に無抵抗だった過激派は暴行・射殺され、その事実をフランス政府は隠蔽したとしている。
動乱の中、フランス政府は1987年に約束どおり住民投票を行い、翌1988年にマティニョン合意が成立し自治拡大が約束された。合意を結んだジャン＝マリー・チバウは独立過激派により1989年に暗殺されてしまいFLNKSは混乱に陥った。
以後も自治への運動や協議が行われ、1998年にはヌーメア協定（ヌメア協定）が結ばれ、住民への権限譲渡プロセスを「不可逆なもの」と位置づけた。フランス市民権とは別の「ニューカレドニア市民権」を導入すること、ニューカレドニアのアイデンティティを表す公的なシンボル（ニューカレドニア「国旗」など）をフランス国旗とは別に制定すること、フランス政府がニューカレドニア特別共同体に段階的に権限を譲渡し、最終的には外交、国防、司法権、通貨発行以外の権限はニューカレドニアに全面的に譲渡されること、2014年から2018年にかけてのいずれかの時点で独立かフランス残留かの住民投票を行うこと、などが定められた。2018年11月4日にフランスからの独立の是非を問う住民投票が実施されたが、独立反対が得票率56.40％で過半数となり否決された。2019年5月12日には議会選が行われ、フランスへの残留を支持する独立反対派の票が小差で過半数を占めた。政庁所在地ヌーメアの高等弁務官事務所の発表によれば、全体の54議席のうち独立反対派の右派が28議席、独立支持派は26議席を、獲得の見通しであった。2020年10月4日のフランスからの独立の是非を問う住民投票では独立反対が得票率53.3％で過半数となり再び否決された。
2021年2月3日、ヴァーレ社のニッケル事業売却をめぐり独立支持派の5人の大臣が辞任を表明し、独立反対派のティエリ・サンタ政権が事実上崩壊。2月17日、議会で実施された選挙で新たな大臣が選出され、11の大臣ポストのうち過半数の6席を独立支持派が獲得した。政府主席は大臣による多数決で選出されるため、協定以降初めてとなる独立派政権の発足に大きく前進。同年7月7日に実施された5回目の選出選挙でようやくFLNKS所属で独立派のルイ・マプがサンタを下し当選を果たした。
2021年9月20日、フランス軍事省傘下の軍事学校戦略研究所は、中国の影響力拡大戦略についての報告書を発表し、在外華人を使った中国共産党の宣伝工作、国際機関への浸透、インターネットの情報操作などを分析し、中国が潜在的敵国の弱体化を狙い、ニューカレドニアで独立運動を煽っていると報告した。
2021年、独立派は新型コロナウイルスの影響による外出規制、感染症による死者の葬儀が問題となっていたため、投票延期をフランス政府に訴えたが却下され投票でのボイコットを呼びかけた。同年12月12日、ヌーメア協定で定められた最後の独立を問う住民投票の結果は、独立反対96.5%・独立賛成3.5%であったが、独立派の多くがボイコットを実施し、投票率43.9%で前回の85.7%の半分であった。フランス大統領エマニュエル・マクロンは投票の実施及び結果を正当化し、ボイコットした独立派は結果を認めないと宣言した。
メラネシア国家とメラネシア系民族団体で構成されるメラネシア・スピアヘッド・グループは多数のボイコットにより正当な住民投票ではなく無効であり、国連憲章の第1条と自己決定に関する国連決議1514に違反しているとの声明を出した。
2023年1月、第二次世界大戦終結後では初となる日本の領事機関として在ヌメア領事事務所が新設された。
2024年5月、ニューカレドニア先住民族カナック住民の一部がいままで「1998年以前にニューカレドニアで選挙人名簿に登録されていた人」に制限されていた地方選挙参政権を「現地に10年以上暮らす住民」に拡大するとした、憲法改正案が仏本国国会に提出可決されたことを発端に先住民票の重みが失われると反発し、暴動が発生し首都と空港などを結ぶ幹線道路上にバリケードなどを設置し、放火、略奪などが発生したため同月15日に一時非常事態宣言が出され、仏本国から治安部隊や軍が派遣されることとなり、空港発着が困難なため空港閉鎖となり、周辺国などの軍用機による外国人の出国脱出が試みられ在留邦人もこれにより出国した。同月23日に仏本国大統領が訪問し、地方参政権に関する憲法改正の手続きを延期する考えを述べ、同月27日には日本外務省が出国希望する短期在留邦人出国を確認、同月28日には非常事態宣言解除されたが、その後も散発的な衝突が続き夜間外出禁止令は解除されていない。
また、今回独立派を後押ししたのはアゼルバイジャンだとフランスの閣僚は主張した。フランスがアゼルバイジャンと対立するアルメニアを支援しているのが背景だとの観測がある。
2025年7月12日、仏政府とニューカレドニアの独立派と独立反対派は、ニューカレドニアを仏国内で一定の主権を持つ「国家」とすることで合意した。仏憲法を改正し、住民が仏国籍に加えてニューカレドニアの国籍を取得できるようにする。

## 地理

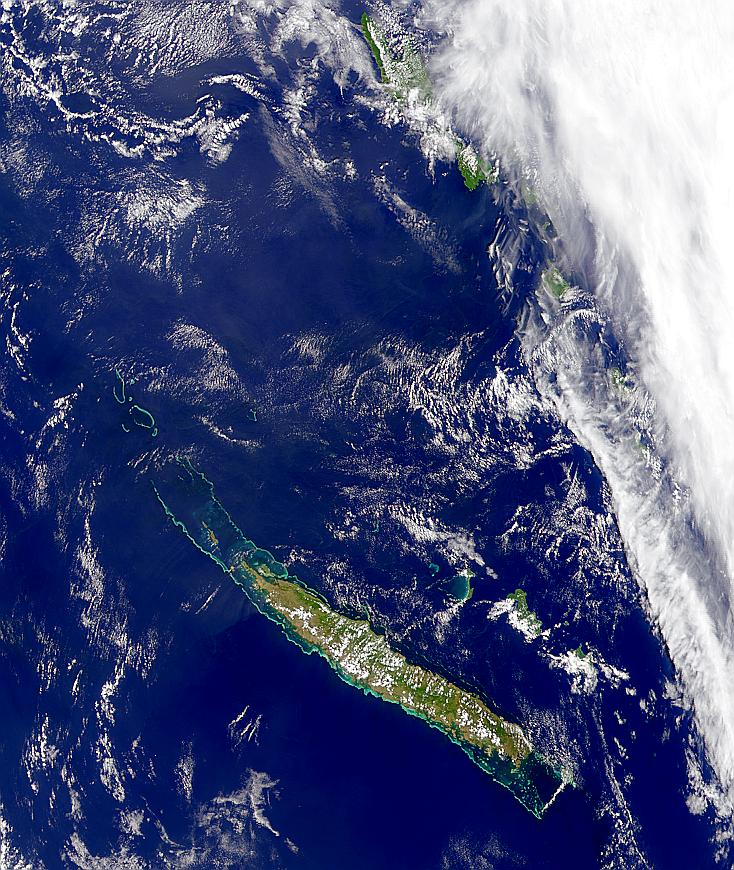
ニューカレドニアの衛星写真

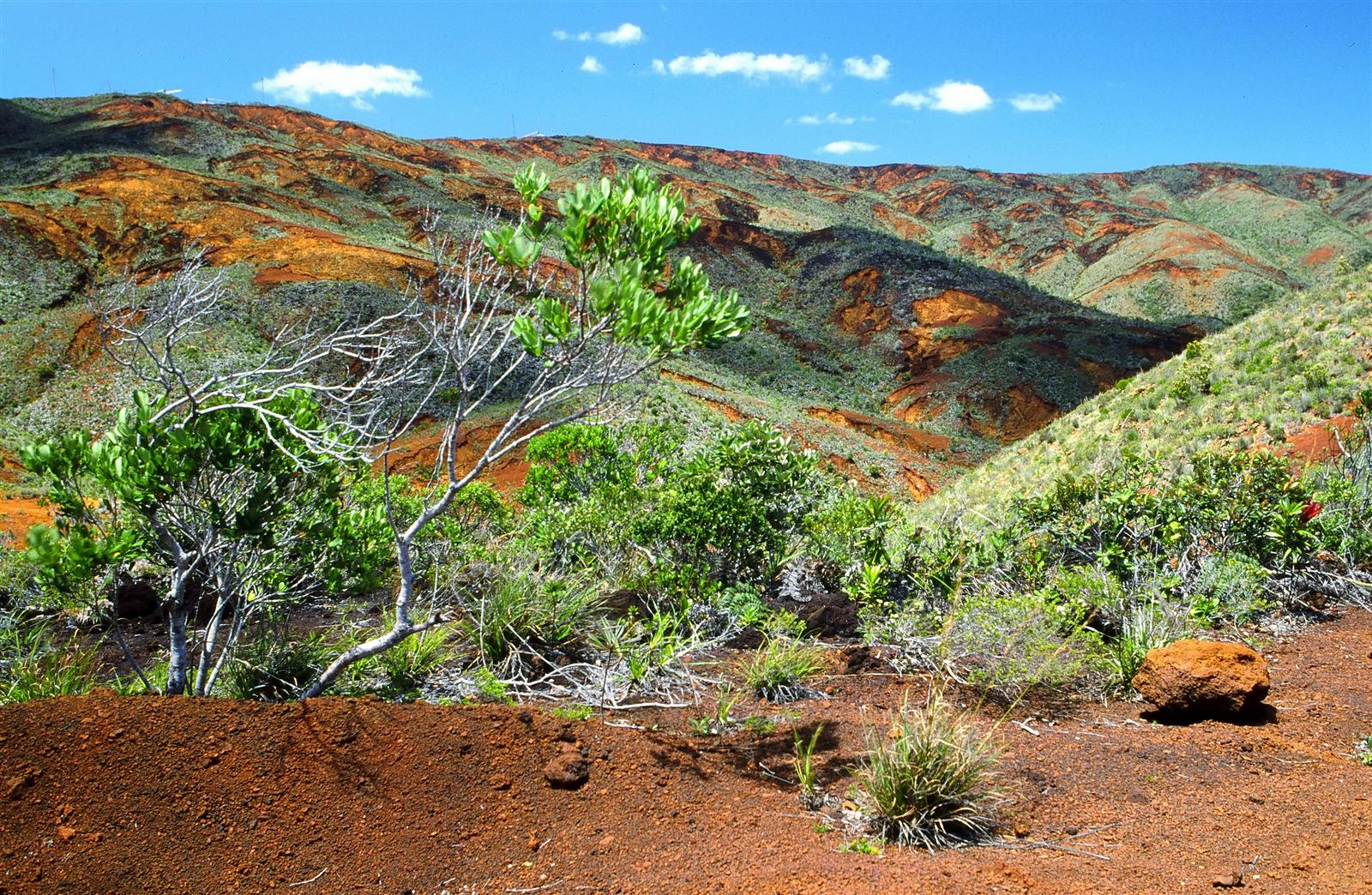
乾燥した本島西側では、熱帯雨林の東側とは対照的な風景が広がる

ニューカレドニアは南西太平洋の南緯21度30分、東経165度30分あたりに位置し、オーストラリア大陸の約1200キロメートル東、ニュージーランドの約1500キロメートル北西にある。島国バヌアツはニューカレドニアの北東にある。
ニューカレドニアは本島（グランドテール島）と周囲の島々からなる。ベロップ列島 (Belep archipelago) が本島の北に、ロイヤルティ諸島（ローヤリティー諸島、Îles Loyauté、Loyalty Islands）が本島の東に、イルデパン島（Île des Pins、カナック語でクニエ Kunyié）が南に、チェスターフィールド諸島とベロナ環礁がさらに西にある。
本島グランドテールはこれらの島々の中で群を抜いて大きく、唯一山がちな島である。島自体の面積は1万6372平方キロメートル、北西から南東に細長く伸び、長さは350キロメートル、幅は50 - 70キロメートルである。長く高い山脈が島の中央部に伸び、中には1500メートルを超える峰も5つある。島の最高地点はパニエ山（Mont Panié、標高1628メートル）である。ニューカレドニア地域全体の面積は1万9060平方キロメートルであり、うち陸地面積が1万8575.5平方キロメートルとなっている。
ニューカレドニアは世界のニッケル資源の 1/4 を有している。日欧米などの企業が採掘権を買っており、これらの採掘はほとんど露天掘りで行われている。

### 主な島
- ニューカレドニア島（グランドテール島）
  - イル・デ・パン
  - ベレップ（Art島）
- ロイヤルティ諸島
  - ウベア島
  - リフー島
  - マレ島（フランス語版、英語版）
- チェスターフィールド諸島

### 気候
ニューカレドニアは南回帰線にまたがり、南緯19度から南緯23度にわたっている。島の気候は熱帯で、季節によっては非常に雨が多い。5月から11月は比較的降水量が少なく過ごしやすい。東から太平洋を越えて来る貿易風が山脈に当たり、大量の雨を降らせることで島内には多くの熱帯雨林が形成されている。年間降水量はロイヤルティ諸島で約1500ミリメートル、本島東部の低地で約2000ミリメートル、本島の山岳部では2000 - 4000ミリメートルに達する。本島の西側は山脈の影となるため雨は比較的少なく、年間降水量は1200ミリメートルである。

### 生態系

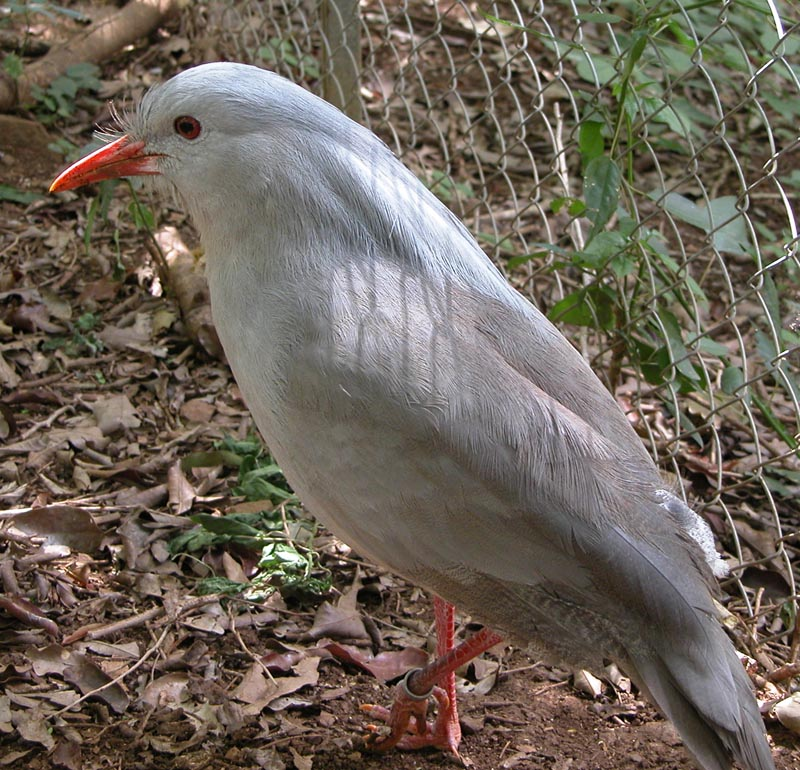
カグー（おとなしい状態）

比較的新しい時代に火山によって形成された多くの太平洋の島々とは異なり、ニューカレドニアは古代のゴンドワナ大陸の破片にあたる。8500万年前にオーストラリアからジーランディアと呼ばれる一塊の陸地が分離し、この陸地は5500万年前にさらに二つに分かれた。これがニューカレドニアとニュージーランドである。このため、ニューカレドニアにはゴンドワナ起源の珍しい固有の植物・動物が残っている。
特に有名なのは山岳部の密林に住むニワトリ大の灰色の鳥、カグーで、威嚇や求愛の際には頭の巨大な飾り羽をはね上げ大きな翼を広げ、犬にも似た奇妙な大声で鳴き、飛ぶことはできず林の中を走り回っている。ニューカレドニアのシンボルともいえる鳥であるが、人間の持込んだ犬や猫などにより絶滅が心配されている。また、道具を自ら作って獲物を捕るカレドニアガラスなども有名である。
オーストラリアやニューギニアにも生えているニアウリ (Niaouli) の木の樹液は樟脳にも似た匂いのする殺菌力の高い精油（芳香油、Gomenol）を出し、古来より医学的な関心が寄せられてきた。精油は風邪や傷などの治療やアロマテラピーに使われている。
ニューカレドニアの淡水の生態系も長い地理的孤立のために独自の進化を遂げ、水量豊富な川や沢には多くの固有の水生生物が存在する。
人間の渡来前はルーセットと呼ばれる草食性のオオコウモリ以外に哺乳類はいなかった。ヨーロッパ人の渡来後は、乱獲や持ち込まれた外界の動物により固有の生態系は危機に瀕している。
ニューカレドニアには二つの異なった生態系を持つ地域がある。ひとつはロイヤルティ諸島、イルデパン島、本島東部のニューカレドニア熱帯雨林で、もうひとつは雨の少ない本島西側のニューカレドニア乾燥林である。ヨーロッパ人は首都ヌーメアをはじめ本島西側に多く住み、東側はカナックが多くすんでいる。政治的な区別と自然の区別は同一のものとなっている。
ニューカレドニア本島とイルデパン島を取り囲むサンゴ礁（堡礁）、ニューカレドニア・バリア・リーフはオーストラリアのグレート・バリア・リーフ（長さ2600キロメートル）に次ぐ世界第二の大きさを誇るサンゴ礁である。その長さは1500キロメートルに達する。サンゴ礁は種がきわめて多様性に富み、絶滅の危機に瀕するジュゴンの生息地であり、アオウミガメの重要な産卵地でもある。ニューカレドニア・バリア・リーフは2008年にユネスコの世界遺産に登録された。

## 行政
注意：フランスの地方行政区画の訳語は一定ではない。
フランス領ポリネシアやウォリス・フツナ同様、ニューカレドニアもフランスの海外領土であり、フランスの一部である。フランスでも特殊な地方行政区画「特別共同体 (a collectivité sui generis)」であり、「特別（独自、sui generis）」という用語を冠されている。これは、ニューカレドニアはフランスで唯一、地域圏や県、海外県、海外準県など地方共同体 (Collectivité territoriale) でない行政区だからである。ニューカレドニアは1946年まで植民地だったが、1946年以来1999年まで海外領土（territoire d'outre-mer、略称TOM）となっており、その後独自の地位を得た。首府はヌーメアで、地域内唯一の大都市圏である。
ニューカレドニアの行政区画は3つの州（province、地方：フランスでこのような名称の行政区画はニューカレドニアにしかない）に分けられる。ロイヤルティ諸島の「離島州 (Province des îles Loyauté)」、本島北部の「北部州 (Province Nord)」、および本島南部の「南部州 (Province Sud)」である。さらにこれらは33のコミューン（市町村）に分かれる。
加えて、カナックの各部族ごとの課題に対処するため、別の種類の行政区画が並行して存在する。これらは伝統的区域（aires coutumières、英語: traditional spheres）と呼ばれ8つある。（伝統的区域の地図（zipファイル）を参照）その司法権は、地域内に住むカナック以外の民族には適用されない。伝統的区域は言葉の違いやフランス植民地支配以前の部族同盟の範囲を大なり小なり反映している。

## 産業

### 鉱業

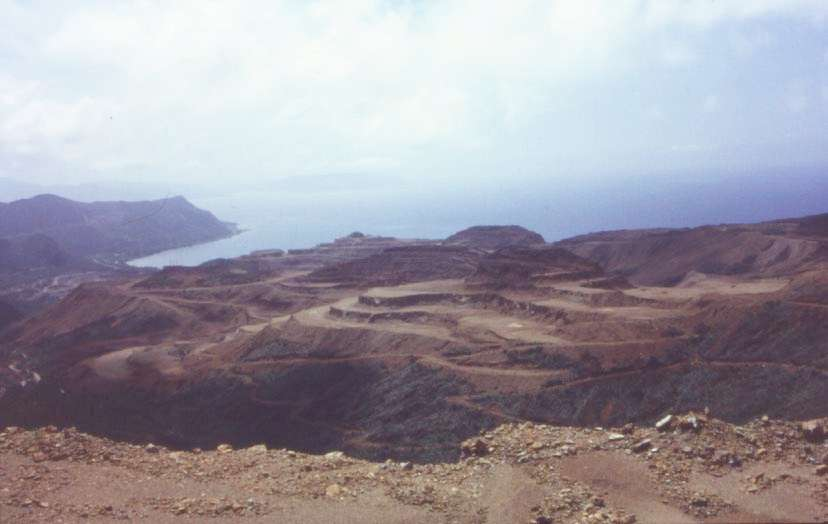
ニューカレドニアのニッケル露天掘り鉱山

1860年代にニッケルが発見された。コバルト埋蔵量世界第4位、ニッケル埋蔵量同5位を誇り、世界第5位のニッケル生産がある。ニッケル鉱業がGDPの20%、輸出の90%近くを占めており、世界最大級のフェロニッケル生産地である。
日本のニッケル鉱石の年間総輸入量約400万トンのうちの約50%がここから出荷されている。ニッケルは、主としてステンレスをはじめ、各種電子材料、蓄電池材料などの原料として使用されている。

### 観光
豊かな自然から観光業が歴史的に盛んであり、海岸部やイルデパン島などの離島にリゾートが設けられ、フランス本土のみならず、日本やオーストラリア、アメリカなどから多数の観光客が訪れている。

### 交通
- ヌメア国際空港

鉄道
ヌメア-パイタの鉄道 - かつてヌメア - パイタ間で運行されていた唯一の鉄道。

## 人口統計

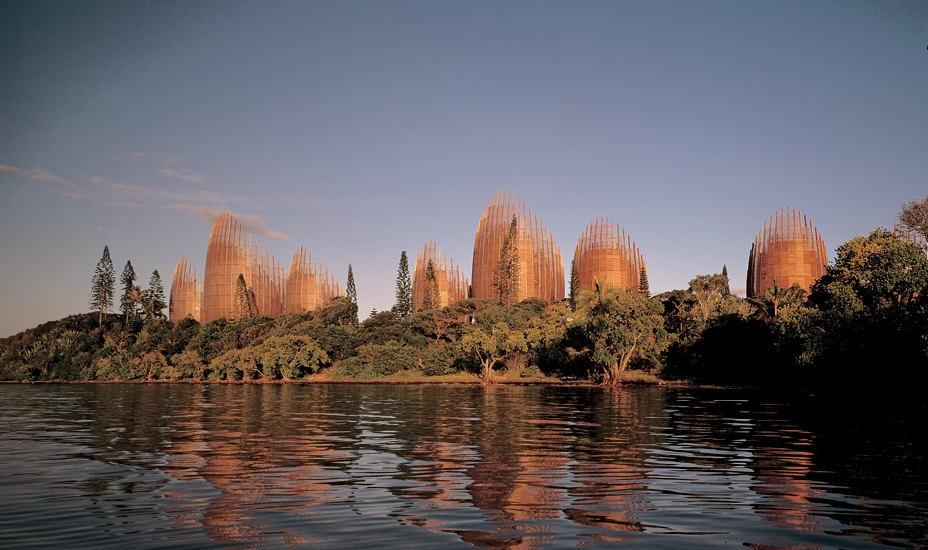
ヌメアにある、カナック文化を研究・展示するジャン＝マリー・チバウ文化センター（レンゾ・ピアノ設計）

2010年推計による。

### 年齢構成
- ～14歳：23.19%（男性：3万2,178人/女性：3万804人）
- 15～24歳：16.89%（男性：2万3,435人/女性：2万2,488人）
- 25～54歳：42.99%（男性：5万8,769人/女性：5万7,994人）
- 55～64歳：8.21%（男性：1万874人/女性：1万1,417人）
- 65歳～：8.72%（男性：1万558人/女性：1万3,138人）

### 男女比
女性1人当たり男性人数を示す。
- 誕生時点：1.05
- ～14歳：1.05
- 15～24歳：1.04
- 25～54歳：1.01
- 55～64歳：0.95
- 65歳～：0.8

### 乳児死亡率
- 全体：5.37人/1000人
- 男児：6.33人/1000人
- 女児：4.37人/1000人

### 平均余命
- 全体：77.5歳
- 男性：73.49歳
- 女性：81.71歳

### その他
- 人口成長率：1.38%
- 出生率：15.33人/1000人
- 死亡率：5.52人/1000人
- 純移動率：4.01人/1000人

## 民族
- カナック：40.3%
- ヨーロッパ人：29.2%
- ワリシア人 8.7%
- タヒチ人（英語版）：2%
- インドネシア人：1.6%
- ベトナム人：1%
- バヌアツ人（英語版）：0.9%
- その他：16.2% … 戦前のニッケル労働者に由来する日系ニューカレドニア人（約8000人）や華人などアジア系人、アルジェリアから流刑にされたアラブ人などの末裔が若干存在する。

## 言語
- 公用語：フランス語
- 33のメラネシア・ポリネシア諸語、クレオール言語
- 識字率
  - 全体：96.9%
  - 男性：97.3%
  - 女性：96.5%

## 宗教
- カトリック：60%
- プロテスタント：30%
- その他：10%

## 情報・通信
放送は、本国フランス共和国の放送局フランス・テレビジョンが傘下におく海外領土向けチャンネルのRFOがある。ニューカレドニアにおいては、RFOのニューカレドニア局であるRFO NewCaledoniaが放送している。ほかに、チャンネル・カレドニアなどがある。
インターネットにおいては、ニューカレドニアに限らず本国のプロバイダも利用される。
新聞は、売店などでの販売が主流。

## 著名な出身者
- コリン・ヒギンズ - 映画監督
- クリスティアン・カランブー - 元サッカー選手
- フレデリック・ピキオンヌ - 元サッカー選手
- ローラン・ガネ - 元自転車競技選手
- セバスチャン・ヴァアマイナ - ラグビー選手

## ギャラリー

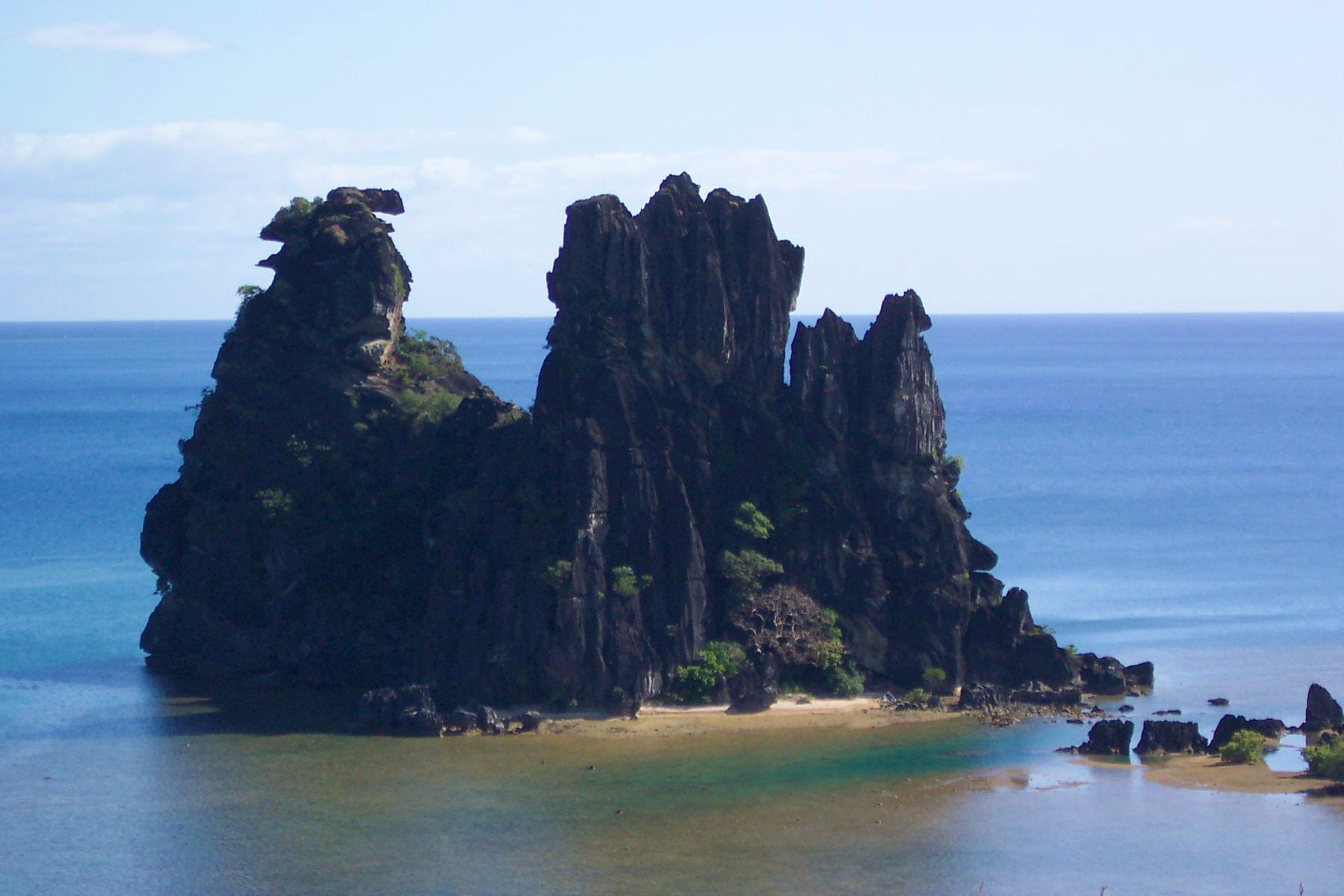
北部ヤンゲン (Hienghène) の奇岩、「La Poule（めんどり）」、別名チキンロック
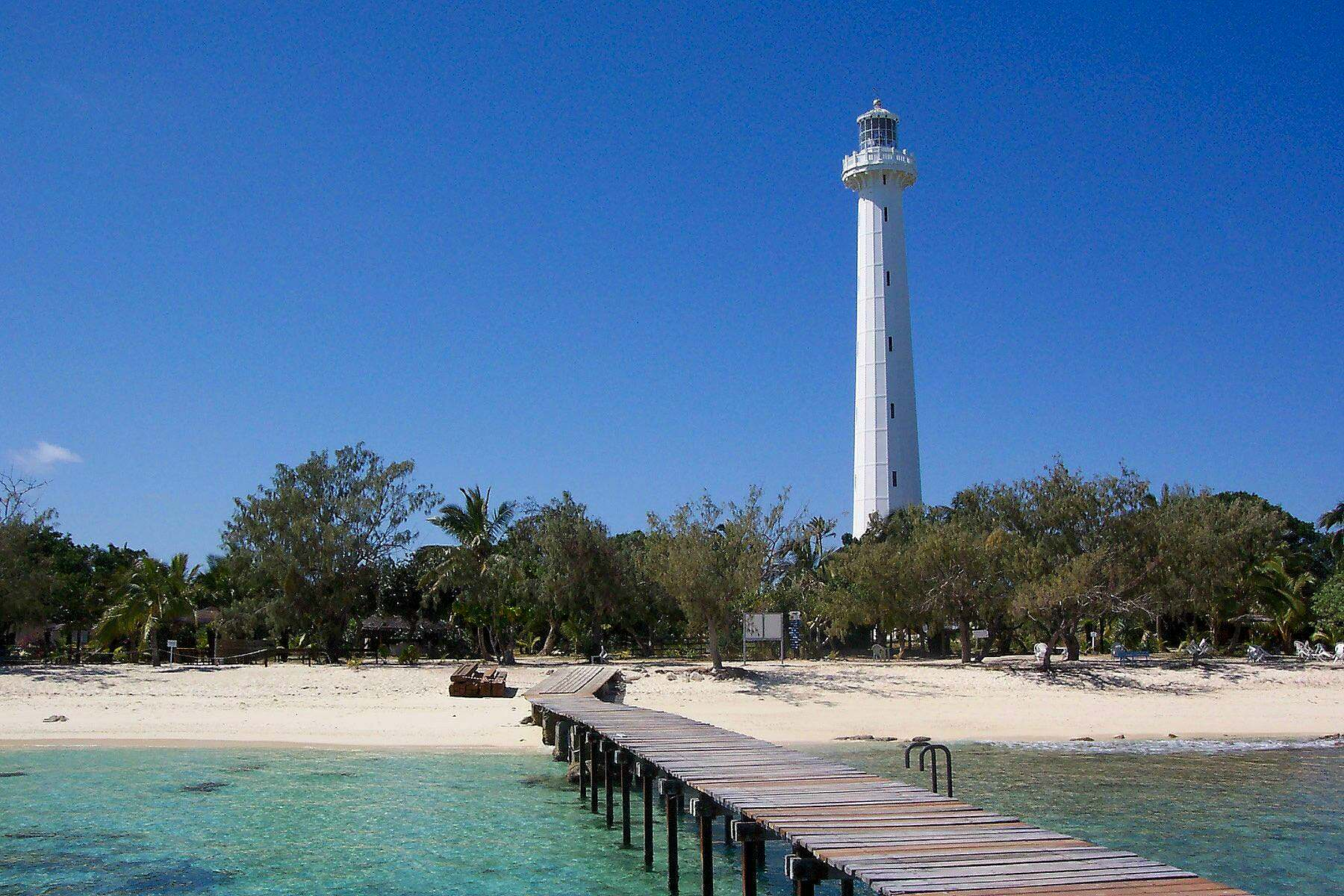
アメデ島 (Amédée) の灯台
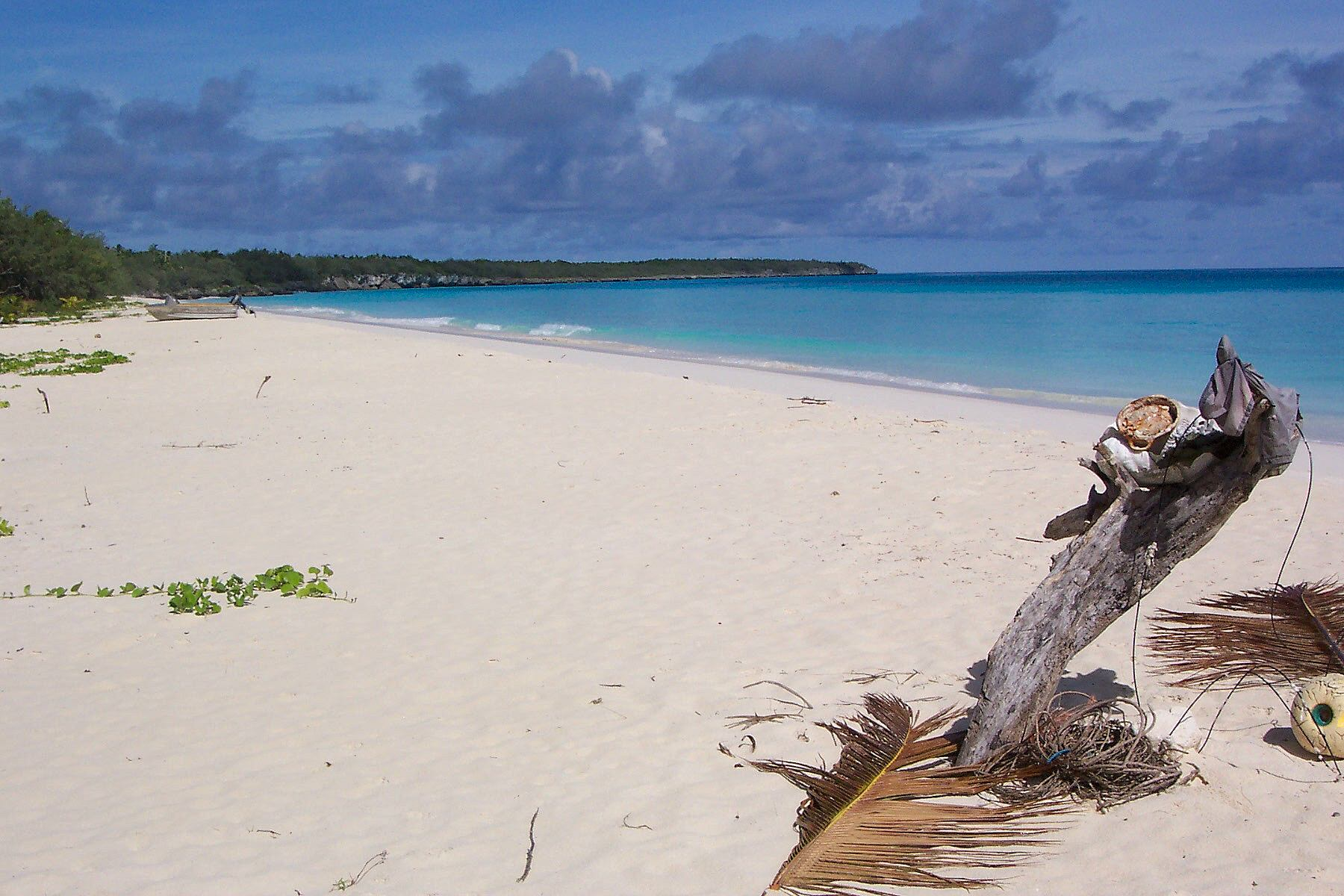
ウベア環礁のビーチ
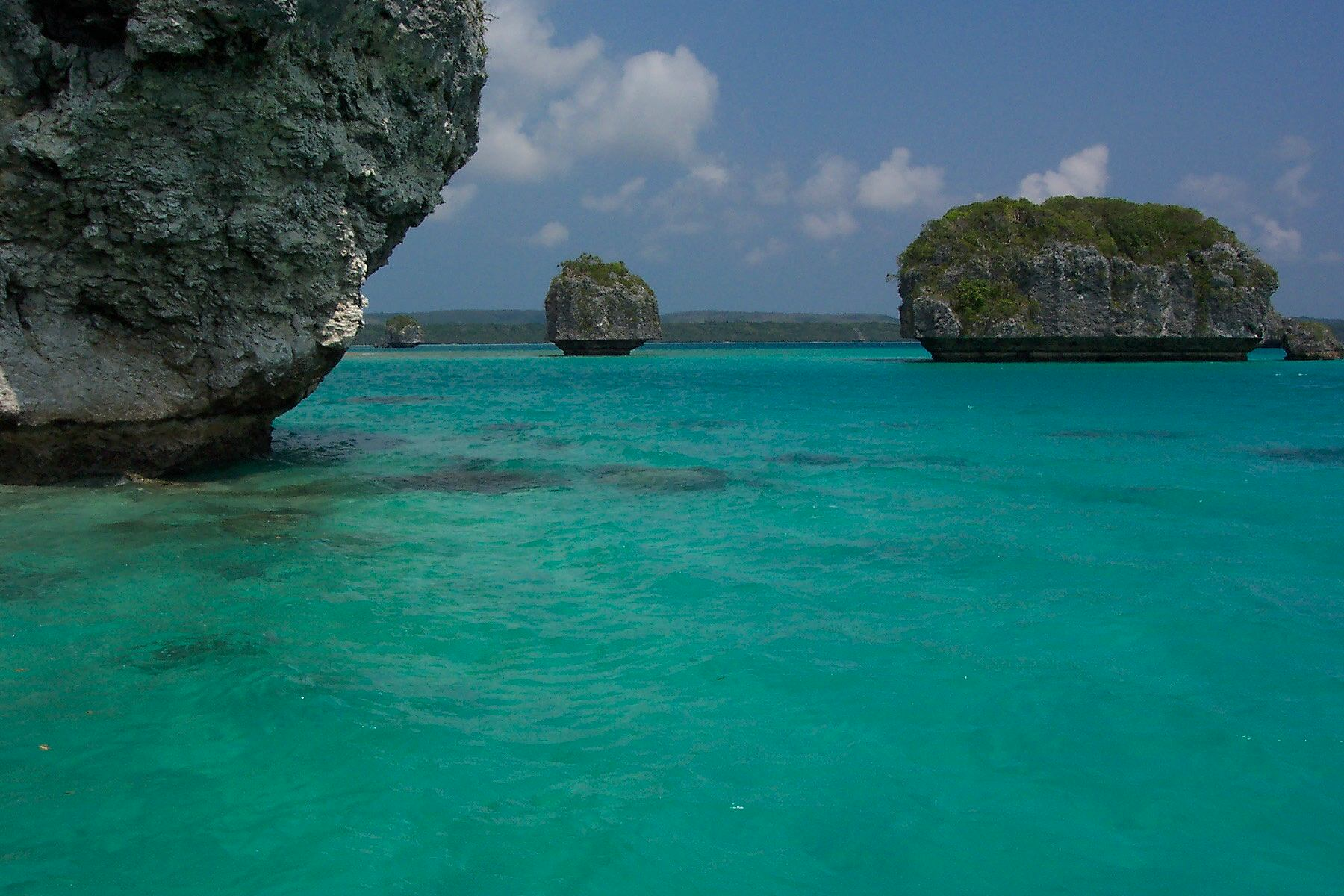
イルデパン島のウピ湾 (Upi)
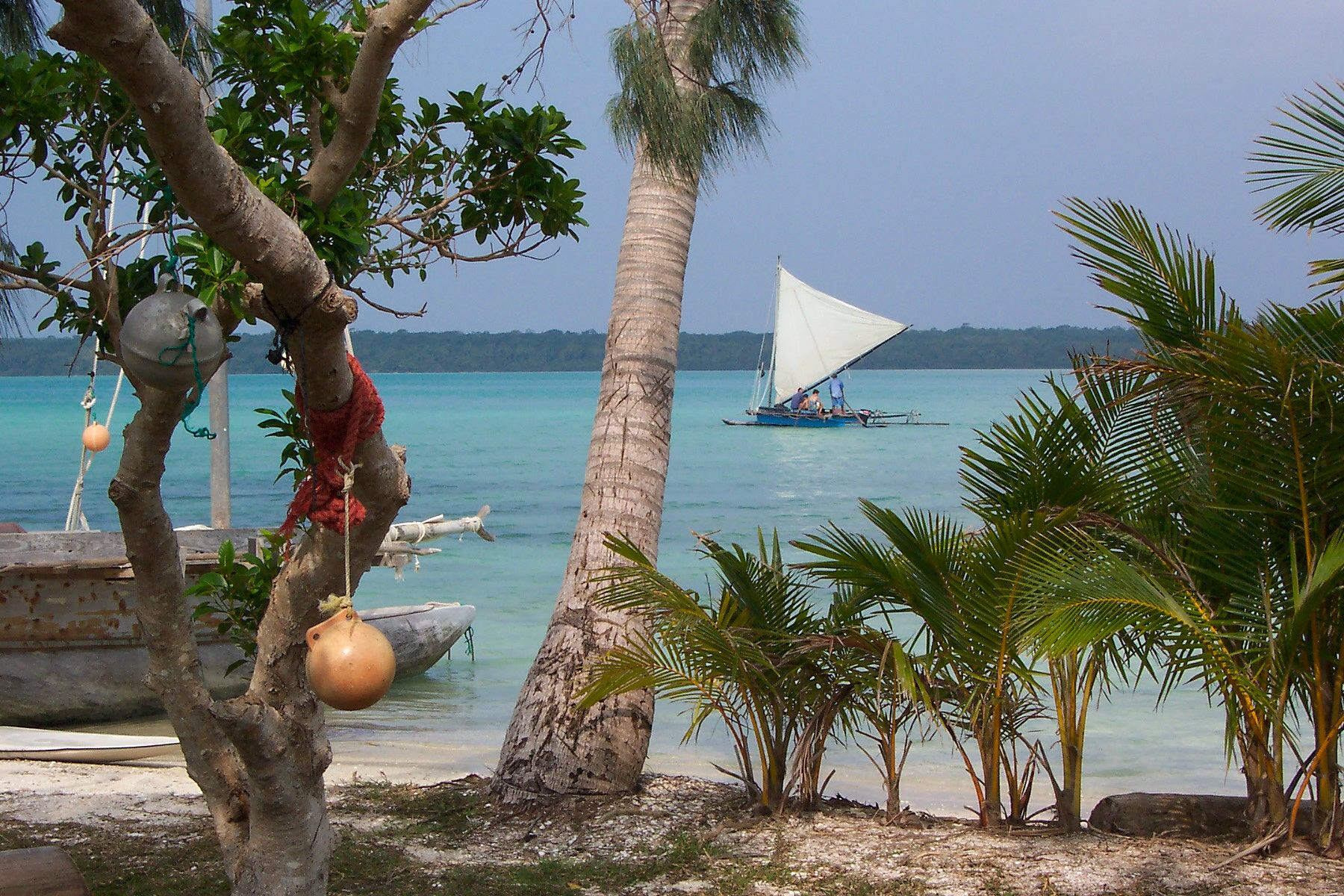
イルデパン島のサン・ジョセフ湾 (Baie de Saint-Joseph)
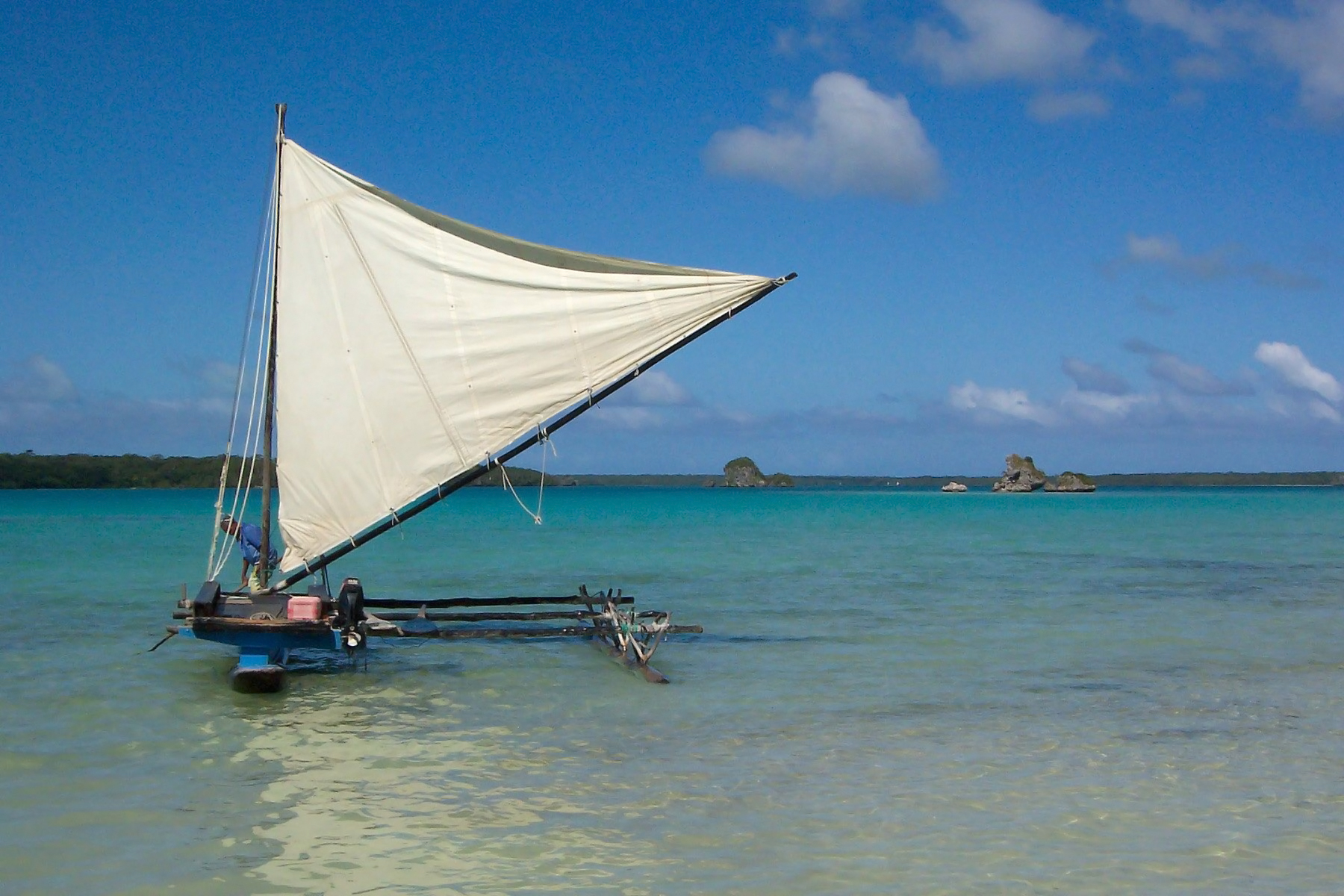
イルデパン島の伝統的な丸木舟
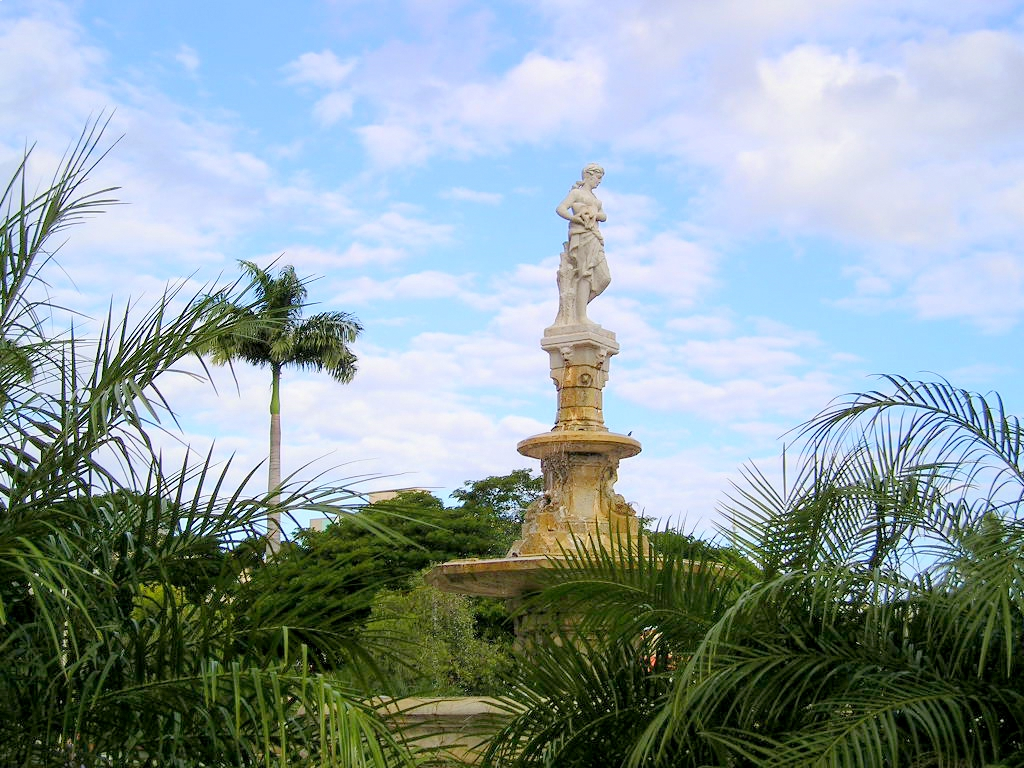
ヌーメアのココティエ広場にある噴水 (Fontaine Céleste)
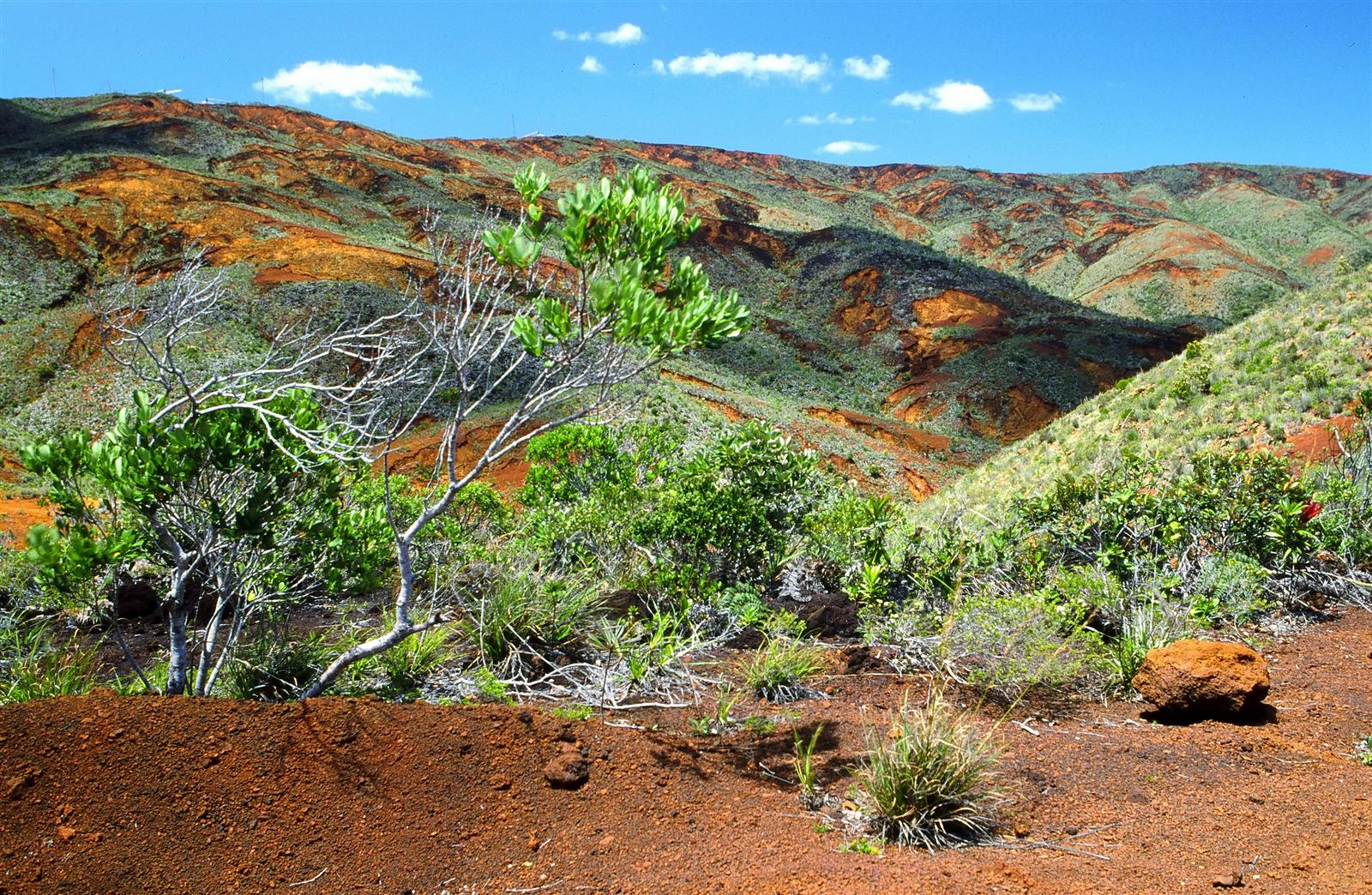
グランドテール（本島）南部の典型的な風景
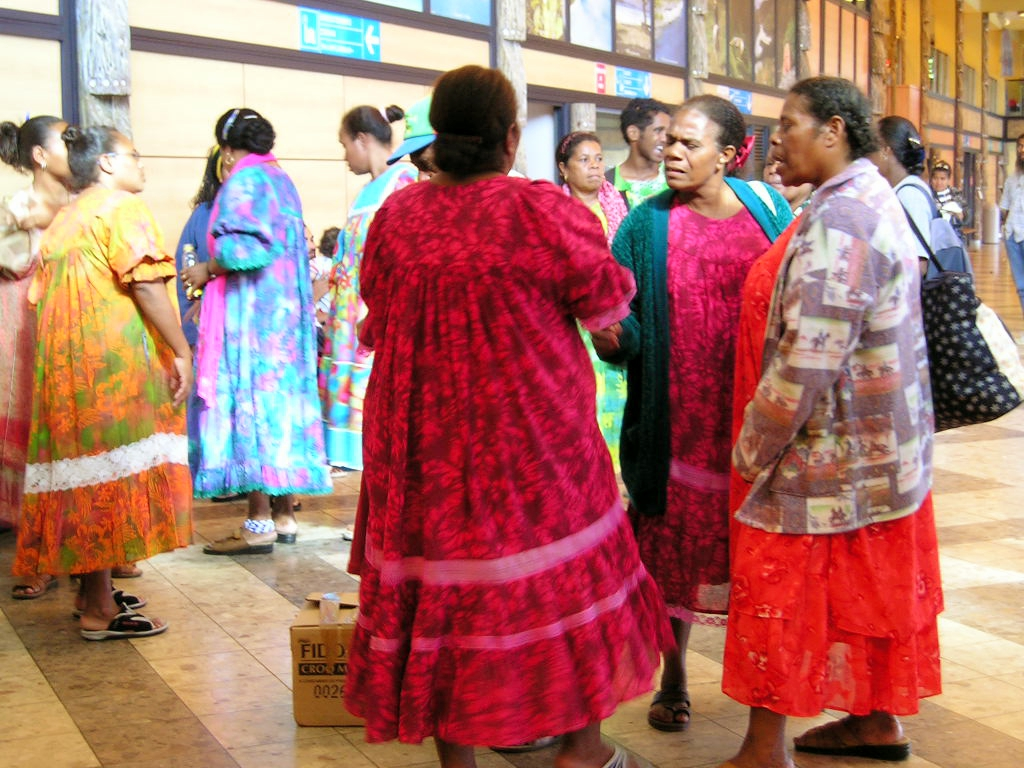
カナックの女性たち
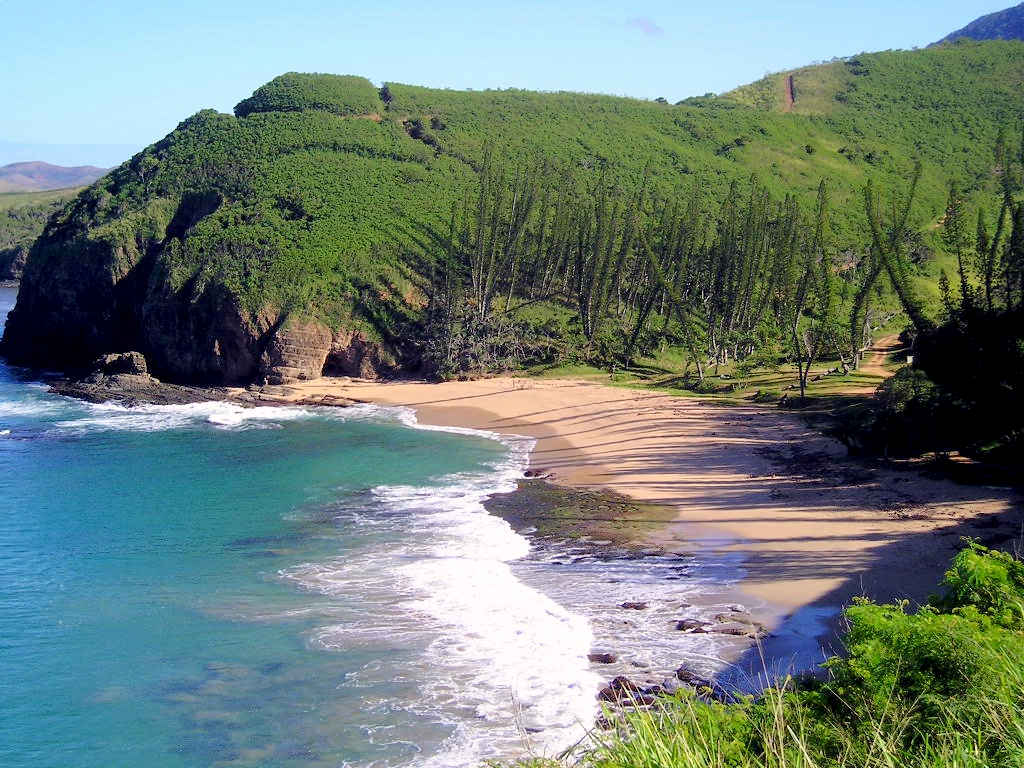
ブーライユ (Bourail) 近郊の「亀の湾」(La Baie des Tortues)
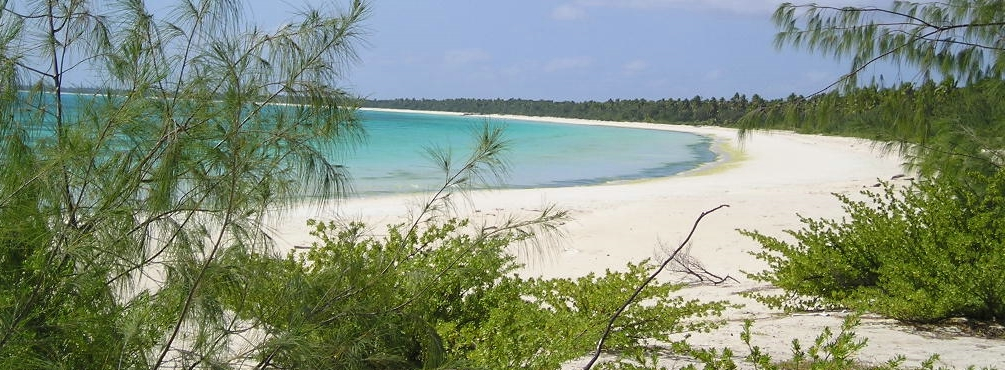
25kmにおよぶ長さの白砂の浜、ウベア島

## テレビ番組
- 日経スペシャル ガイアの夜明け ガイアの危機～資源争奪の世紀を生き抜く（2008年1月3日、テレビ東京）[35]。- "天国に一番近い島"の危機を取材。